# Schloss Schomberg (Oberschlesien)
Das Schloss Schomberg (polnisch Pałac Goduli) befand sich in Szombierki (deutsch Schomberg), das heute ein Stadtteil von Bytom ist.

## Geschichte
Im Jahr 1775 vererbte Friedrich von Jeanneret die Rittergüter Schomberg und Orzegow an seine Tochter Charlotte von Welczek. Danach kamen die von Hochberg in den Besitz der Güter. Später gelangte es an die von Gruttschreiber und die von Adlerscron. Schließlich erwarb der Industrielle Karl Godulla das Gut. Er veranlasste den Bau der Schlosses Schomberg, das 1841–1848 unter der Leitung des Bauinspektors Feller im Stil des späten Klassizismus errichtet wurde. 
Gegen Ende des Zweiten Weltkriegs wurde das Schloss beim Einmarsch der Roten Armee 1945 in Brand gesteckt und nach dem Übergang Schlesiens an Polen nicht wieder aufgebaut.